# The Other Report on Chernobyl
Інший звіт про Чорнобиль (англ. The Other Report on Chernobyl, скорочено TORCH) — звіт про вплив на здоров'я, складений 2006 року на запит Європейських зелених до двадцятої річниці Чорнобильської катастрофи у відповідь на доповідь Чорнобильського форуму 2006 року, яку розкритикували деякі правозахисні організації-противниці ядерної енергії, як-от Грінпіс.
Написати альтернативний звіт (англ. TORCH, The Other Report on Chernobyl) як реакцію на звіт Чорнобильського форуму 2006 року доручила двом британським ученим депутатка Європейського парламенту від німецьких Зелених Ребекка Гармс. Цими двома британськими вченими, які оприлюднили звіт, були радіобіолог Ієн Ферлі та Девід Самнер. Обидва входять до організації «Лікарі світу за запобігання ядерній війні», відзначеної Нобелівською премією миру в 1985 році.
2016 року Ієн Ферлі написав оновлений звіт TORCH за підтримки НУО Friends of the Earth Austria.